# 普拉兰岛
普拉兰岛（法語：Praslin，法語發音：[pʁalɛ̃]）為塞舌尔第二大岛，面积38平方公里，位于群岛主岛马埃岛以北44公里，人口约6500人。
普拉兰岛在18世纪时是印度洋上有名的海盗藏身地，现在则以美丽的沙滩著名，是重要的旅游胜地。